# 34308 Roberthall
34308 Roberthall (designação provisória: 2000 QC185) é um asteroide da cintura principal. Possui uma excentricidade de 0.05215570 e uma inclinação de 7.60486º.
Este asteroide foi descoberto no dia 26 de agosto de 2000 por LINEAR em Socorro.